# Kilsten

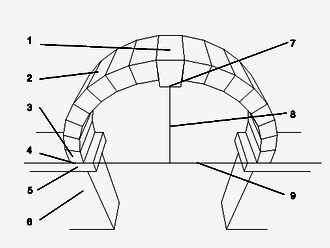
1. slutsten
2. kilsten
3. anfangssten
4. anfang
5. impost
6. vederlag
7. hjässa
8. pilhöjd
9. spännvidd

En kilsten är en kilformig tegelsten eller sten; sådana används för att bygga valvbågar.

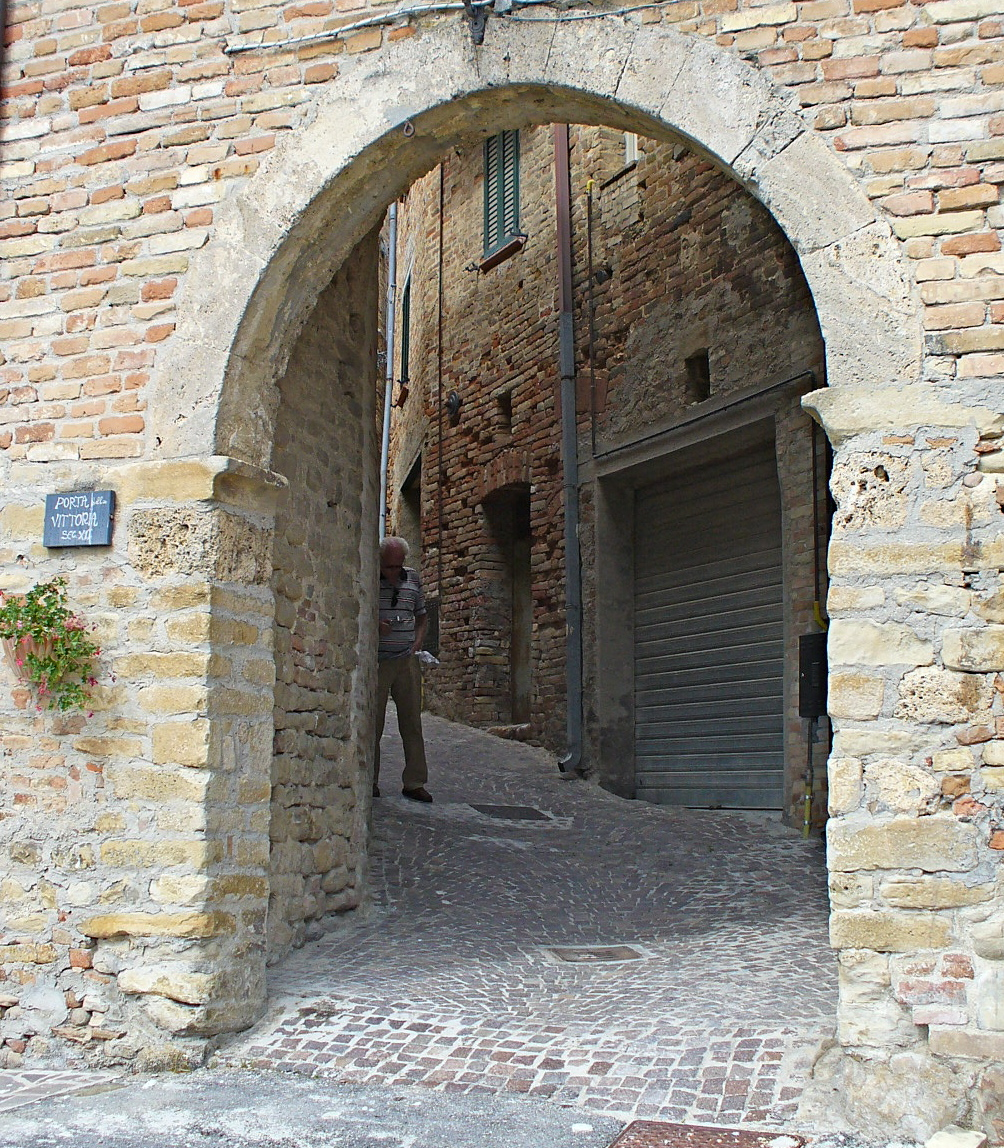
Port i Montedinove